# GE4
Le Ge4 ou (en) Global Education:  Exchanges Engineers and Entrepreneurs est une association privée créée en 1996 pour faciliter la mobilité des ingénieurs et des managers à travers le monde.
Il permet notamment l'envoi d'étudiants européens dans des universités non-européennes. Ces universités sont regroupées par régions au sein de différents programmes.

## Amérique: programme AE3
Les universités sont toutes situées aux États-Unis. Ce programme est géré conjointement avec l'Institute of International Education (en) de New York.
- Université d'État de Boise, Idaho
- Université Bucknell, Lewisburg (Pennsylvanie)
- Université Case Western Reserve, Cleveland (Ohio)
- Université de Clemson (Caroline du Sud)
- Colorado School of Mines, Golden (Colorado)
- Université Drexel, Philadelphie (Pennsylvanie)
- Embry-Riddle Aeronautical University (Floride)
- Institut de technologie de l'Illinois (Illinois)
- Michigan Technical University, Houghton (Michigan)
- Université d'État du Mississippi, Mississippi
- Université d'État Morgan, Baltimore (Maryland)
- New Jersey Institute of Technology, Newark (New Jersey)
- Université du Nord-Est, Boston (Massachusetts)
- Université d'État de Pennsylvanie (Pennsylvanie)
- Université Polytechnique de New York, New York (État de New York)
- Université Purdue, West Lafayette (Indiana)
- Institut polytechnique Rensselaer, Troy (New York)
- Université Rice, Houston (Texas)
- Rose-Hulman Institute of Technology, Terre Haute (Indiana)
- State University of New York, Buffalo
- Syracuse University, New York
- University of Arizona, Tucson
- University of Illinois, Urban-Champaign
- University of Maryland, College Park
- University of Missouri, Rolla
- University of Michigan, Ann Arbor
- University of Pittsburgh, Pennsylvanie
- University of Puerto Rico, Mayaguez
- University of Texas, Austin
- University of Washington, Seattle
- University of Wisconsin, Madison
- Virginia Polytechnic Institute, Blacksburg

## Asie: programme ASE3
- Singapour : NTU (Nanyang Technological University) et NUS (National University of Singapore).
- Thaïlande : Chulalongkorn University et université de Burapha
- Indonésie : université d'Indonésie et université Gadjah Mada
- Malaisie : University Sains Malaysia et University Malaya
- Philippines : University of the Philippines et De La Salle University
- Vietnam : université nationale du Viêt Nam de Hanoï, Hanoï et université nationale de Hô Chi Minh-Ville, Hô Chi Minh-Ville
- Laos : université nationale du Laos (en)
- Cambodge : université royale de Phnom Penh
- Brunei : University Brunei Darussalam
- Birmanie : université de Yangon et Institute of Economics

## Japon: programme JYPE
Programme d'échange permettant à des étudiants européens de suivre des cours en anglais à l'université Tohoku, au Japon.

## Russie: programme RE3
- Institut d'aviation de Moscou
- Saint Petersburg State University of Aerospace Instrumentation
- Baltiysky State Technical University
- Moscow State University
- Rybinsk State Aviation Technological Academy
- Samara State Aerospace University
- Samara Scientific Center of the Russian Academy of Sciences
- Sibirean Aerospace Academy
- Ufa State Aviation Technical University

## Amérique latine: programme LAE3
- Argentine : université catholique argentine, Buenos Aires; Universidad Tecnologica Nacional (UTN), Buenos Aires; Universidad Nacional de Gral San Martin (UNSAM), Buenos Aires et Instituto de enseñanza Superior del Ejército Argentino (IESE), Buenos Aires
- Brésil : université fédérale du Rio Grande do Sul (UFRGS), Porto Alegre; Pontificia Universidade Catolica do Rio Grande do Sul (PUCRS), Porto Alegre; Universidade do Vale do Rio dos Sinos (UNISINOS), Sao Leopoldo; Pontificia Universidade Catolica do Rio de Janeiro(PUC), Rio de Janeiro ; Universidade de São Paulo (USP) et Universidade Federal de Santa Catarina, Florianopolis
- Chili : Universidad de Chile, Santiago du Chili et université pontificale catholique du Chili, Santiago du Chili